# Riemenstaldnerbach
Der Riemenstaldnerbach oder Riemenstalderbach ist ein rund 8 Kilometer langer rechter Nebenfluss der Reuss, der im Kanton Schwyz entspringt und bei Sisikon im Kanton Uri in den Urnersee mündet.

## Geographie

### Verlauf
Der Bach entspringt am Passübergang Höchi zwischen dem Riemenstaldnertal und dem Tal des Bürgelibachs im Muotatal zwischen den Bergketten des Chaiserstock im Süden und des Sisiger Spitz im Norden. Der Quellbereich des Bachs liegt auf dem Gebiet der Gemeinde Muotathal, das der Bach nach einem kurzen Weg verlässt, worauf er gegen Westen durch das enge Tal von Riemenstalden an zahlreichen Weilern vorbei und durch kleine Waldgebiete fliesst. Von der Ortschaft Stafel an verläuft die Kantonsgrenze zwischen Schwyz und Uri im Bach, der deshalb früher auch Scheidbach genannt wurde. Rund einen Kilometer vor der Mündung in den Urnersee zieht die Kantonsgrenze vom Bach weg nach Nordwesten und umgeht die Siedlung von Sisikon.
Der Riemenstaldnerbach nimmt im schmalen Tal nur wenige Seitenbäche auf, vor allem den Alpler Bach, der von der hoch an der südlichen Talflanke, nordöstlich des Rophaien liegenden Alp Äbnet in der Nähe des Alplersees ins Tal fliesst.

### Einzugsgebiet
Das 27,46 km² grosse Einzugsgebiet des Riemenstaldnerbachs liegt in den Schwyzer Alpen und wird durch ihn über die Reuss, die Aare und den Rhein zur Nordsee entwässert.
Es besteht zu 34,1 % aus bestockter Fläche, zu 40,3 % aus Landwirtschaftsfläche, zu 0,4 % aus Siedlungsfläche und zu 25,3 % aus unproduktiven Flächen.
Die Flächenverteilung
Die mittlere Höhe des Einzugsgebietes beträgt 1603,7 m ü. M., die minimale Höhe liegt bei 442 m ü. M. und die maximale Höhe bei 2404 m ü. M.

### Zuflüsse
- Stapfentabel(bach) (rechts), 1,0
- Schiblibach (links), 1,5 km
- Alplenbach (links), 1,9 km
- Grosswandttobel(bach) (rechts), 1,0 km
- Staldentöbeli(bach) (links), 0,3 km
- Schwanditöbeli(bach) (links), 0,4 km
- Lauital(bach) (rechts), 0,7 km
- Butzentobel(bach) (links), 0,6 km
- Gummitöbeli(bach) (links), 0,6 km
- Falltobel(bach) (links), 1,0 km
- Läckitobel(bach) (rechts),1 6 km
- Zingeltobel(bach) (links), 0,7 km
- Zingeltöbeli(bach) (links), 1,0 km

## Hydrologie
Bei der Mündung des Riemenstaldnerbachs in den Vierwaldstättersee beträgt seine modellierte mittlere Abflussmenge (MQ) 2,05 m³/s. Sein Abflussregimetyp ist nival alpin und seine Abflussvariabilität beträgt 18.

## Naturgefahren
Der Riemstaldnerbach führt immer wieder kräftige Hochwasser mit sich und verursacht Murgänge. Deshalb hat der Kanton Uri oberhalb der Siedlung von Sisikon, die auf dem Schwemmkegel des Bachs liegt, verschiedene Bachverbauungen durchgeführt. Die Gemeinde Riemenstalden hat eine besondere Riemenstalderbachkommission eingesetzt.